# Brachystelma vahrmeijeri
Brachystelma vahrmeijeri är en oleanderväxtart som beskrevs av Robert Allen Dyer. Brachystelma vahrmeijeri ingår i släktet Brachystelma och familjen oleanderväxter. Inga underarter finns listade i Catalogue of Life.